# Františkánský klášter a kostel sv. Františka (Split)
Františkánský klášter a kostel sv. Františka ve Splitu (chorvatsky Crkva sv. Frane i franjevački samostan u Splitu) je římskokatolický kostel při františkánském klášteře v chorvatském Splitu. Nachází se na západním konci nábřežní promenády na adrese Trg Franje Tuđmana 1,  na rozhraní čtvrtí Grad a Veli Varoš. Podle legendy byl klášter založen sv. František z Assisi (1181-1226).
Objekt je chráněn jako kulturní statek a nemovitý kulturní majetek s označením Z-4687.

## Historie

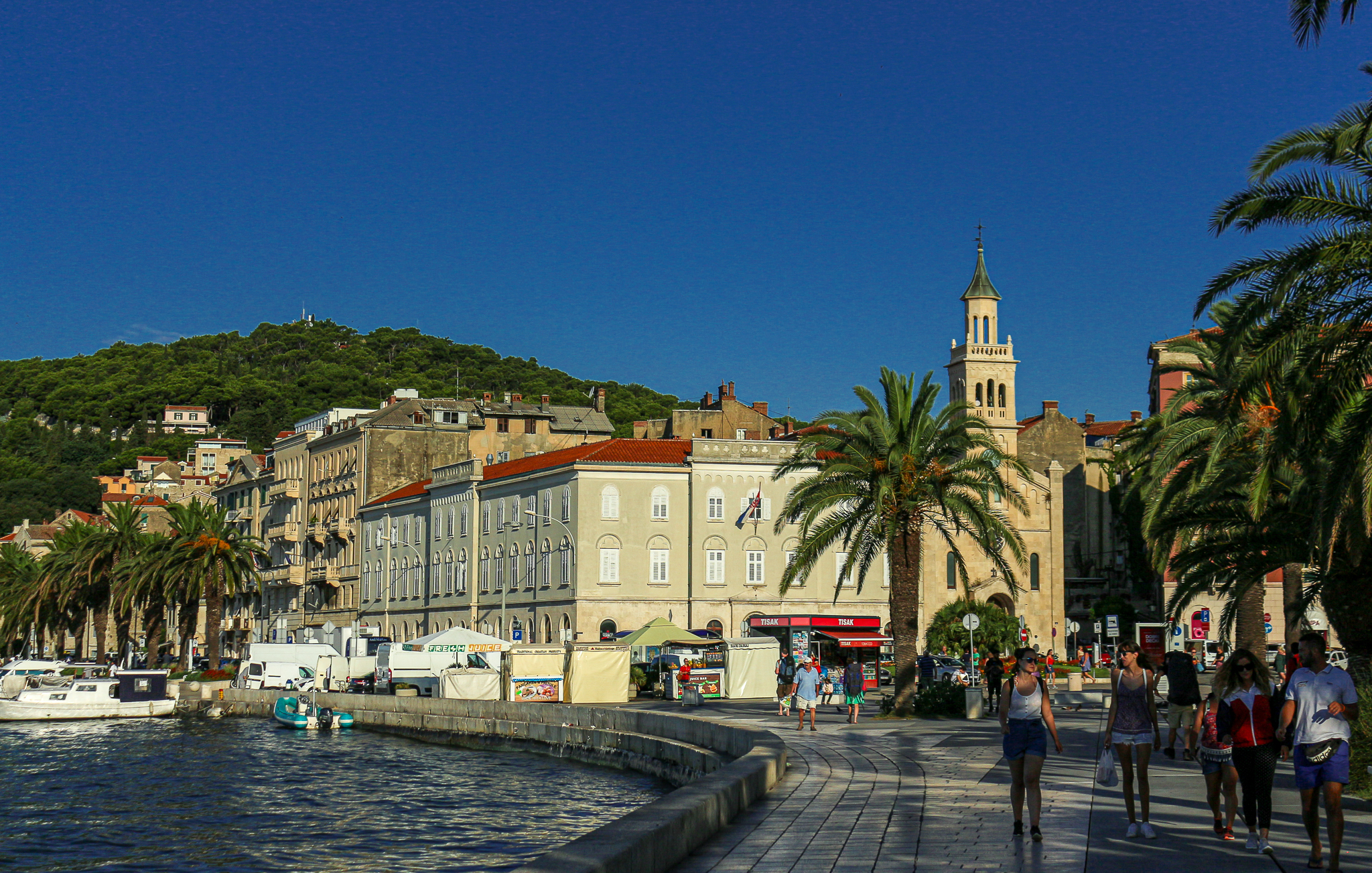
Poloha kláštera na úpatí kopce Marjan

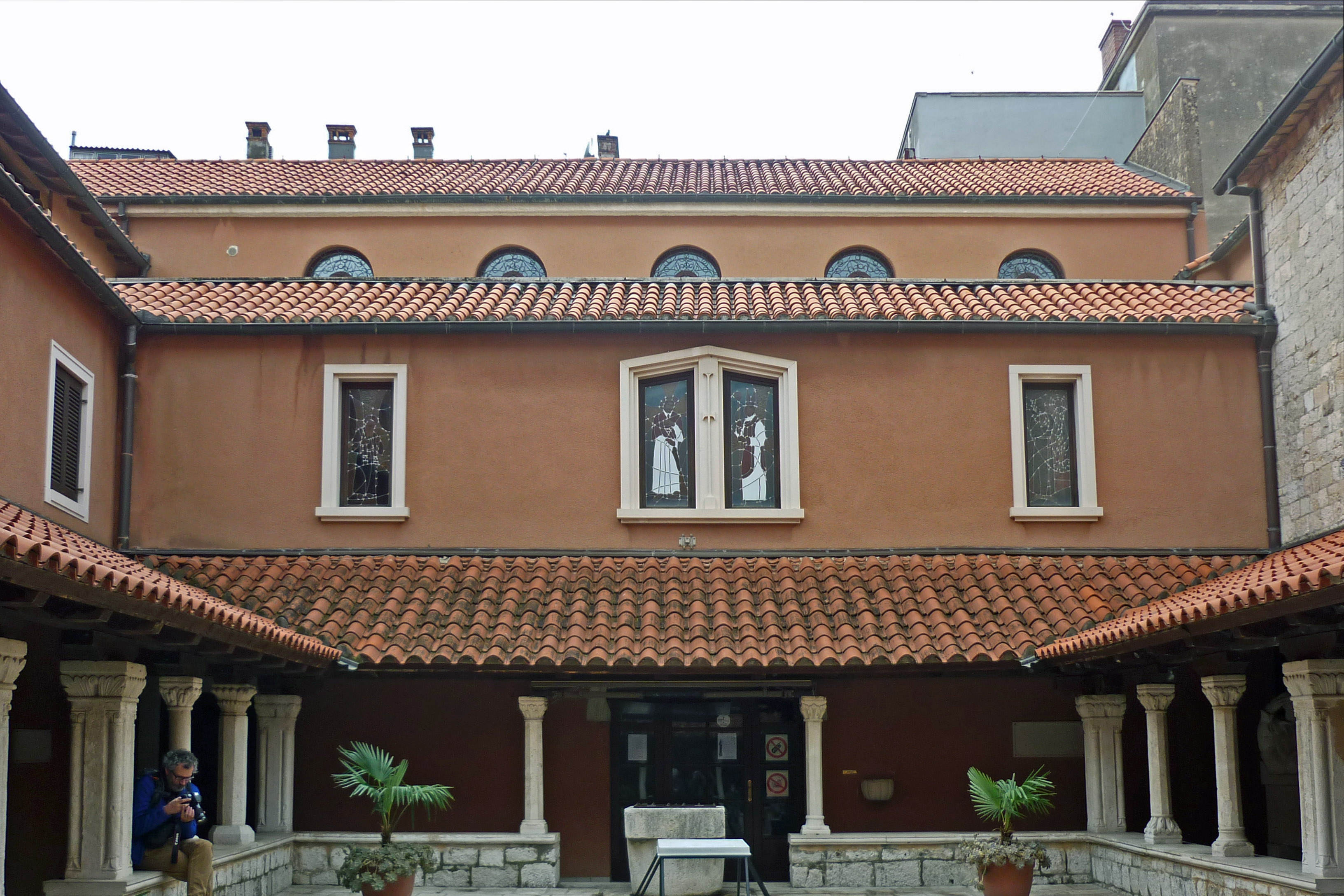
Rajský dvůr kláštera

V místě dnešního kláštera stával na počátku středověku raně křesťanský kostel zasvěcený sv. Felixovi, křesťanský mučedník, který zahynul v nedaleké Saloně roku 304 během Diokleciánova pronásledování křesťanů.
V roce 1237 byl kostel předán do správy menších bratří františkánů, kteří v sousedství kostela a hrobky vybudovali františkánský klášter.
V době krétské války v letech 1645-1669 byl klášter částečně zbořen a materiál byly použit na stavbu obranné zdi města před Osmany. Na konci 19. a počátku 20. století byly kostel i klášter přestavěny. Starý klášter z počátku 14. století byl zbořen a v roce 1908 byl postaven v dnešní novorománské podobě. Zachovalo se z něj pouze gotické klaustrum a malovaný krucifix Blažeje Jurjeva Trogirského z roku 1450.
Kostel je jednolodní stavba s obdélníkovou apsidou. Zvonice byla postavena v roce 1902 podle projektu Ante Beziće.
Poslední rekonstrukce fasády byla provedena v roce 1995.

## Význam
Klášter nese čestný titul Malý Pantheon chorvatského lidu, protože jsou v něm pochovány některé významné osobnosti jako Tomáš Arciděkan (1200-1268), autor kroniky Historia Salonitana, Marko Marulić (1450-1534), zakladatel chorvatské literatury, Ivan Lukačić (1585-1648), otec chorvatské barokní hudby a autor sbírky Sacrae cantiones z roku 1620, Jeronim Kavanjin (1643-1714), básník. V ambitu je sarkofág politika a splitského starosty, dr. Ante Trumbiće (1864-1938). Autorem náhrobníku je Ivan Meštrović. 